# Homme vivant et mourant
 (mars 2024).
Si vous disposez d'ouvrages ou d'articles de référence ou si vous connaissez des sites web de qualité traitant du thème abordé ici, merci de compléter l'article en donnant les références utiles à sa vérifiabilité et en les liant à la section « Notes et références ».
En France sous l'Ancien Régime, la pratique de l'homme vivant et mourant concerne les droits payables sur les biens hérités considérés comme biens de mainmorte.
Les gens de mainmorte sont des personnes morales (églises, hôpitaux, communautés diverses...) donc, par nature, non-mortels. Aussi les biens qu'ils possèdent (par achat, legs, donation) ne sont plus soumis au paiement des droits de succession. Les bénéficiaires de ces droits (seigneur, roi) ont donc un manque à gagner.
Le système de l'homme vivant et mourant permet de pallier cette situation. Le propriétaire réel du bien (les gens de mainmorte) délègue à un propriétaire fictif, une personne physique (membres de la communauté, donateur, directeur...). Lorsque celle-ci mourra, le propriétaire réel paiera les droits de succession pour conserver la propriété.